# Tortoreto
Tortoreto es un municipio situado en el territorio de la Provincia de Teramo, en Abruzos (Italia).

## Demografía
| Gráfica de evolución demográfica de Tortoreto entre 1861 y 2001 |
|                                                                 |
| Fuente ISTAT - elaboración gráfica de Wikipedia                 |